# Gorzewo (powiat gostyniński)
Gorzewo – wieś w Polsce położona w województwie mazowieckim, w powiecie gostynińskim, w gminie Gostynin.
Wieś szlachecka położona była w drugiej połowie XVI wieku w powiecie gostynińskim ziemi gostynińskiej województwa rawskiego. W latach 1975–1998 miejscowość należała administracyjnie do województwa płockiego.

## Części wsi
| SIMC    | Nazwa | Rodzaj |
| ------- | ----- | ------ |
| 0564493 | Kruk  | osada  |

W Gorzewie znajduje się Stanica Harcerska Mazowieckiej Chorągwi ZHP, miejsce wypoczynku dzieci i młodzieży z kraju i zagranicy.

## Formy ochrony przyrody
Według danych Centralnego Rejestru From Ochrony Przyrody (CRFOP) z dnia 30.06.2017 na obszarze wsi Gorzewo znajduje się 12 form ochrony przyrody.
Jest to 10 pomników przyrody oraz dwa jeziora : Jezioro Białe i jezioro Sumino. Na stronie polskawliczbach.pl znajduje się interaktywna mapa form ochrony przyrody.